# Franciszek Tegazzo

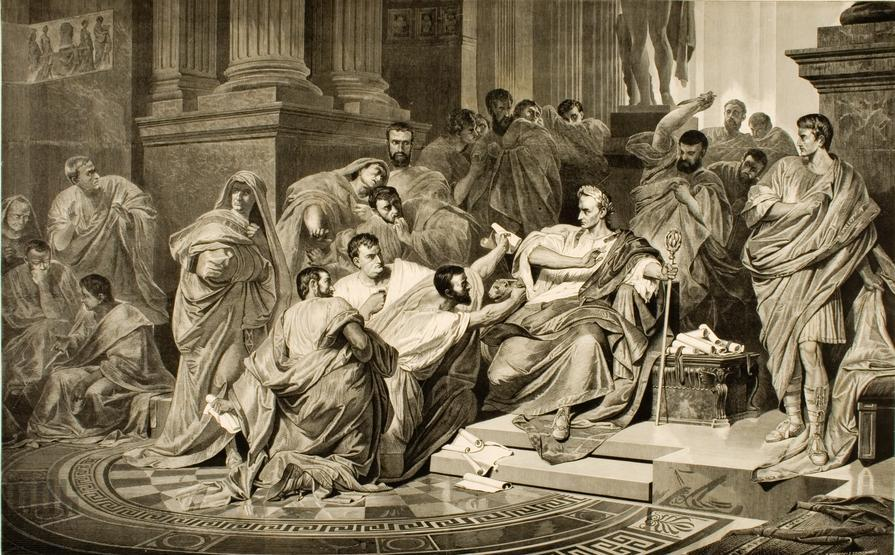
Śmierć cezara

Franciszek Tegazzo (ur. 10 września 1829 w Warszawie, zm. 26 lutego 1879 tamże) – malarz i ilustrator czynny w Warszawie i Petersburgu. 
Studiował w latach 1847-1854 w warszawskiej Szkole Sztuk Pięknych, a następnie 1858 ukończył z odznaczeniem Cesarską Akademię Sztuk Pięknych w Petersburgu. Zajmował się głównie portretem. W latach 60. i 70. opublikował wiele portretów (w tym także wykonanych na podstawie fotografii) w „Tygodniku Ilustrowanym”, od roku 1868 był redaktorem artystycznym tego czasopisma. Publikował też w czasopiśmie „Kłosy” oraz w czasopiśnie rosyjskim Niwa. Był też kierownikiem artystycznym „Biesiady Literackiej”. Należał do grupy artystów, którzy zainicjowali powstanie Towarzystwa Zachęty Sztuk Pięknych w Warszawie. W jubileuszowym tysięcznym numerze „Tygodnika Ilustrowanego” z 23 listopada 1878 zamieścił galerię portretów najwybitniejszych działaczy polskiej kultury i nauki, uczestniczących w treści tego numeru. Tworzył też sceny rodzajowe, ilustrował wydawnictwa książkowe. Oprócz działalności ilustratora zajmował się też malarstwem religijnym, jego obrazy znajdują się w kościołach Mazowsza.